# Nordirischer FA Charity Shield
Der Nordirische FA Charity Shield ist ein nordirischer Fußball-Wettbewerb, in dem zu Beginn einer Saison der nordirische Meister und der nordirische Pokalsieger der abgelaufenen Saison in einem einzigen Spiel aufeinandertreffen. Wenn nach der regulären Spielzeit kein Gewinner ermittelt werden konnte, wurde in der Vergangenheit der Titel geteilt. Nach einer längeren Pause fand der Wettbewerb im Jahr 2014 erstmals wieder statt.

## Sponsoring
Der Wettbewerb wird nur ausgetragen, wenn sich ein geeigneter Sponsor dafür finden lässt. In den Jahren 1992–1994 war dieser die schottische Brauerei McEwan’s und in den Jahren 1998–2000 der Rasierklingen-Hersteller Wilkinson Sword.

## Die Endspiele im Überblick
| Jahr          | Spielort                | Meister          | Ergebnis         | Pokalsieger      |
| ------------- | ----------------------- | ---------------- | ---------------- | ---------------- |
| 1992          | Windsor Park, Belfast   | Glentoran FC     | 1:1 1            | Glenavon FC      |
| 1993          | Windsor Park, Belfast   | Linfield FC      | 1:1 1            | Bangor FC        |
| 1994          | Windsor Park, Belfast   | Linfield FC      | 2:0              | Bangor FC        |
| 1995 bis 1997 | keine Austragung        | keine Austragung | keine Austragung | keine Austragung |
| 1998          | The Oval, Belfast       | Cliftonville FC  | 1:0              | Glentoran FC     |
| 1999          | Mourneview Park, Lurgan | Glentoran FC     | 1:2              | Portadown FC     |
| 2000          | Windsor Park, Belfast   | Linfield FC      | 2:0              | Glentoran FC     |
| 2001 bis 2013 | keine Austragung        | keine Austragung | keine Austragung | keine Austragung |
| 2014          | Solitude, Belfast       | Cliftonville FC  | 0:0, 4:2 i. E.   | Ballymena United |
| 2015          | Solitude, Belfast       | Glentoran FC     | 1:0              | Crusaders FC     |
| 2016          | Mourneview Park, Lurgan | Crusaders FC     | 0:1              | Glenavon FC      |
| 2017          | The Oval, Belfast       | Linfield FC      | 3:1              | Coleraine FC     |
| 2018          | keine Austragung        | keine Austragung | keine Austragung | keine Austragung |

### Rangliste der Sieger und Finalisten
| Rang | Verein          | Siege | Jahr(e)                | FT |
| ---- | --------------- | ----- | ---------------------- | -- |
| 1    | Linfield FC     | 4     | 1993, 1994, 2000, 2017 | /  |
| 2    | Glentoran FC    | 2     | 1992, 2015             | 3  |
| 3    | Cliftonville FC | 2     | 1998, 2014             | /  |
|      | Glenavon FC     | 2     | 1992, 2016             | /  |
| 5    | Bangor FC       | 1     | 1993                   | 1  |
| 6    | Portadown FC    | 1     | 1999                   | /  |